# Alexandre Houzé
Alexandre Houzé, né en octobre 1837 à Tournai et mort le 27 novembre 1908 à Lille, est un peintre naturaliste belge.

## Biographie
Il suit les cours de Joseph Stallaert à Tournai puis ceux d'Alphonse Colas à l'école des beaux-arts de Lille. Au Salon de Paris de 1879, il présente Ferme à Herlen, une vue du village de Wissant. Dès les années 1880, il rejoint le couple Adrien Demont et Virginie Demont-Breton, qui animeront dès 1890 l'École de Wissant. Il produit alors des œuvres marines ou champêtres de cette région. Membre fondateur de la Société des Artistes lillois avec Pharaon de Winter en 1890, il y expose chaque année. Cette société d'artistes lui consacre une rétrospective en 1909. Ses œuvres sont surtout visibles au musée des Beaux-Arts de Tournai.
Cependant, Matin à Allain et Tournai le matin se trouvent au palais des beaux-arts de Lille.